# Artigues (Aude)
Pour les articles homonymes, voir Artigues.
Artigues  est une commune française située dans le sud-ouest du département en région Occitanie.
Sur le plan historique et culturel, la commune fait partie du Pays de Sault, un plateau situé entre 990 et 1 310 mètres d'altitude fortement boisé. Exposée à un climat méditerranéen, elle est drainée par l'Aude, l'Aiguette, le ruisseau de Resclause et par divers autres petits cours d'eau. La commune possède un patrimoine naturel remarquable : deux sites Natura 2000 (le « pays de Sault » et la « haute Vallée de l'Aude et Bassin de l'Aiguette ») et cinq zones naturelles d'intérêt écologique, faunistique et floristique.
Artigues est une commune rurale qui compte 73 habitants en 2022, après avoir connu un pic de population de 228 habitants en 1851. Ses habitants sont appelés les Artiguois ou  Artiguoises.

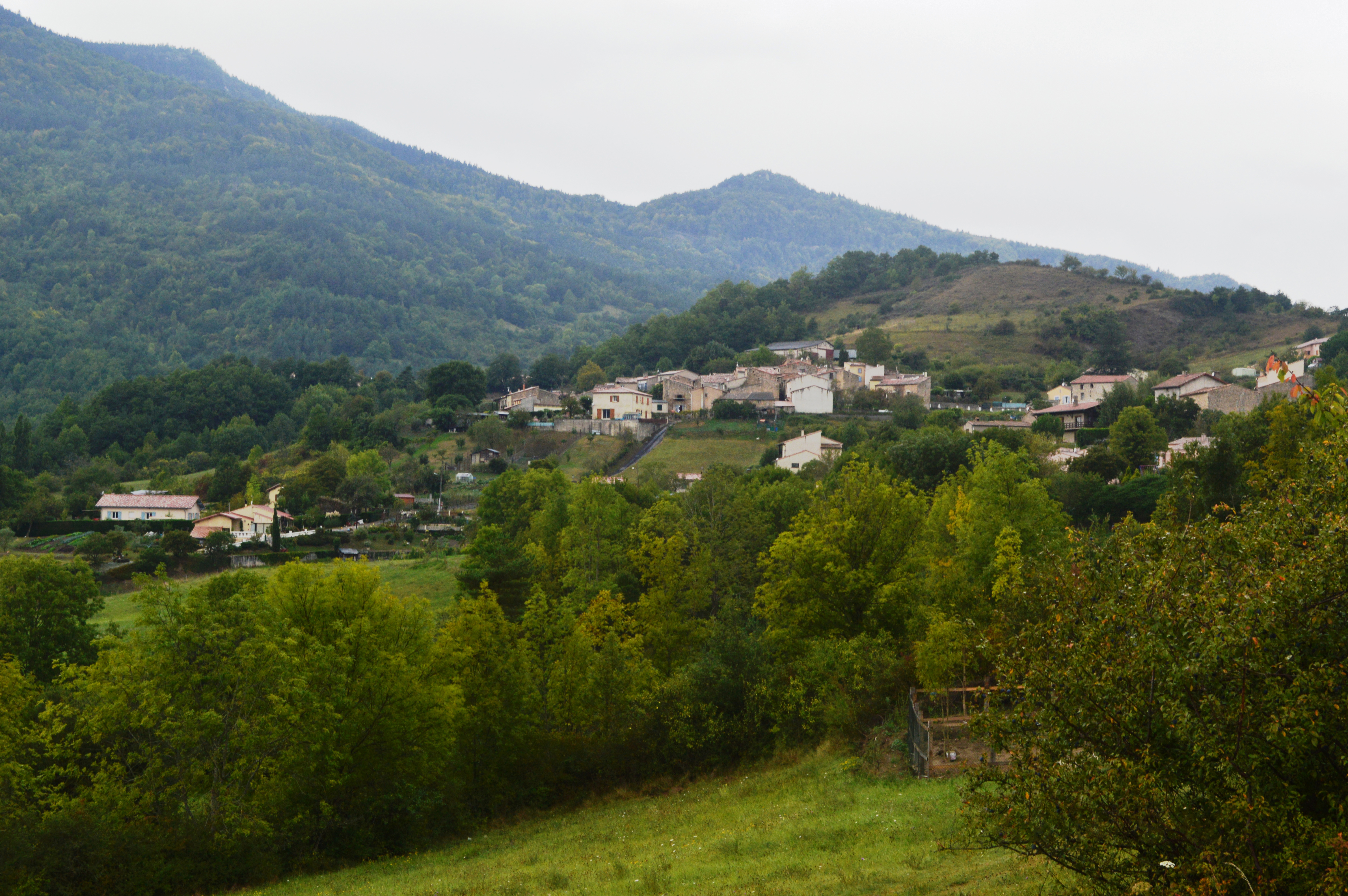

## Géographie

### Localisation
Artigues  est une commune située dans le Pays cathare et dans les Pyrénées audoises (pays de la haute vallée de l'Aude) à 2 km à l'est d'Axat, à 59 km de Perpignan, 61 km de Carcassonne, 64 km de Font-Romeu et 97 km de Narbonne. Il fait historiquement partie du Fenouillèdes.

### Communes limitrophes
|         | Cailla             |                           |
| Le Clat | Artigues           | Axat                      |
|         | Roquefort-de-Sault | Sainte-Colombe-sur-Guette |

### Géologie et relief
Artigues se situe en zone de sismicité 3 (sismicité modérée).

### Hydrographie
La commune est dans la région hydrographique « Côtiers méditerranéens », au sein du bassin hydrographique Rhône-Méditerranée-Corse. Elle est drainée par l'Aiguette, le ruisseau de Resclause, le ruisseau d'Artigues, le ruisseau de la Fage et le ruisseau de l'Esteille, constituant un réseau hydrographique de 8 km de longueur totale,.

### Climat
Pour des articles plus généraux, voir Climat de l'Occitanie et Climat de l'Aude.
En 2010, le climat de la commune est de type climat méditerranéen altéré, selon une étude s'appuyant sur une série de données couvrant la période 1971-2000. En 2020, Météo-France publie une typologie des climats de la France métropolitaine dans laquelle la commune est exposée à un climat de montagne ou de marges de montagne et est dans la région climatique Pyrénées orientales, caractérisée par une faible pluviométrie, un très bon ensoleillement (2 600 h/an), un air sec, particulièrement en hiver et peu de brouillards.
Pour la période 1971-2000, la température annuelle moyenne est de 11,9 °C, avec une amplitude thermique annuelle de 14,5 °C. Le cumul annuel moyen de précipitations est de 866 mm, avec 9,3 jours de précipitations en janvier et 5,7 jours en juillet. Pour la période 1991-2020, la température moyenne annuelle observée sur la station météorologique la plus proche, située sur la commune de Granès à 11 km à vol d'oiseau, est de 13,5 °C et le cumul annuel moyen de précipitations est de 724,6 mm,. Pour l'avenir, les paramètres climatiques de la commune estimés pour 2050 selon différents scénarios d'émission de gaz à effet de serre sont consultables sur un site dédié publié par Météo-France en novembre 2022.

### Milieux naturels et biodiversité

#### Réseau Natura 2000

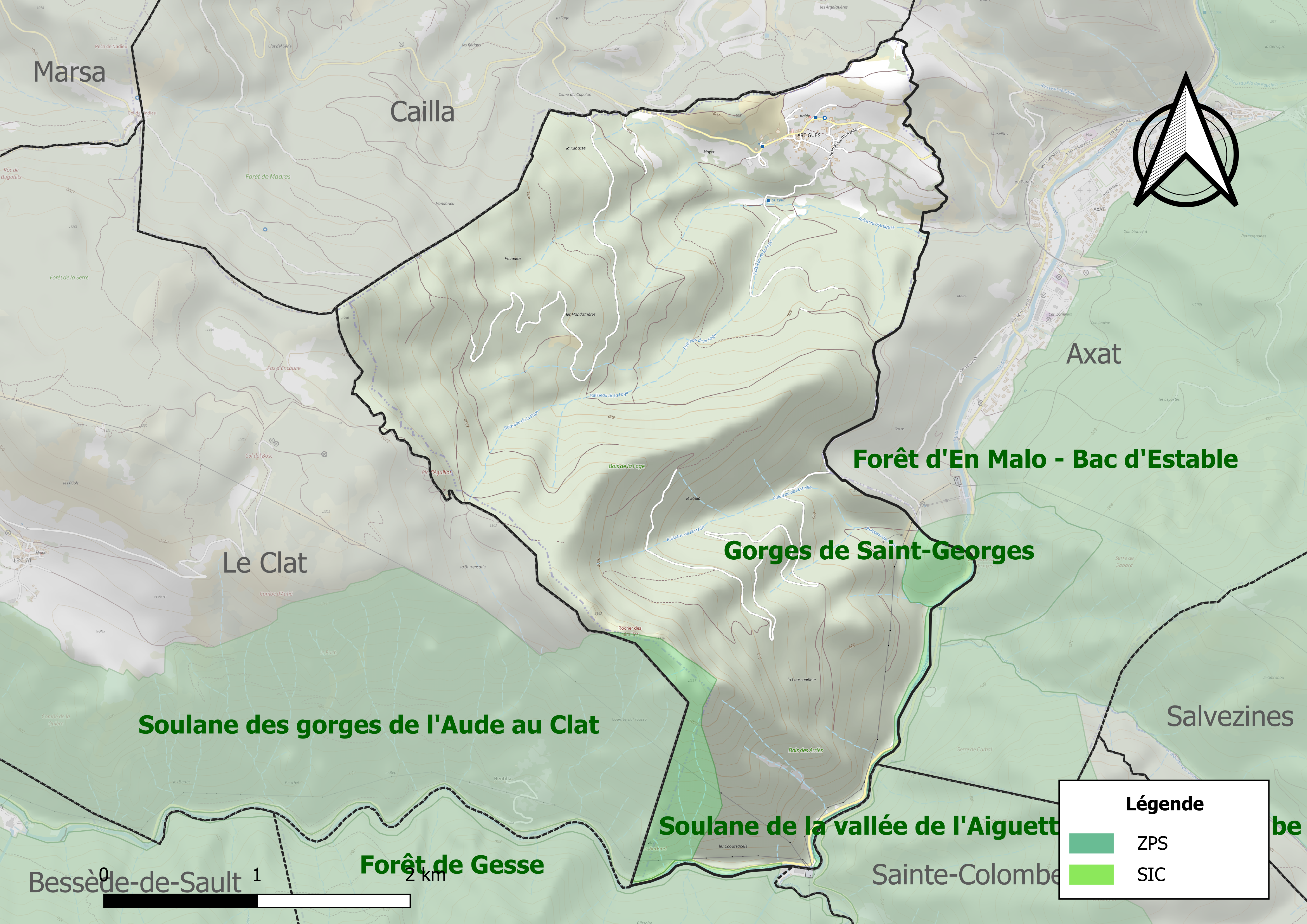
Site Natura 2000 sur le territoire communal.

Le réseau Natura 2000 est un réseau écologique européen de sites naturels d'intérêt écologique élaboré à partir des directives habitats et oiseaux, constitué de zones spéciales de conservation (ZSC) et de zones de protection spéciale (ZPS).
Un site Natura 2000 a été défini sur la commune au titre de la directive habitats :
- la « haute Vallée de l'Aude et Bassin de l'Aiguette », d'une superficie de 17 055 ha, particulièrement intéressant pour ses milieux aquatiques. Il comprend des populations de Desmans des Pyrénées, Barbeau méridional, d'Écrevisse à pattes blanches ainsi que des chabots[15]

et un au titre de la directive oiseaux : 
- le « pays de Sault », d'une superficie de 71 499 ha, présentant une grande diversité d'habitats pour les oiseaux. On y rencontre donc aussi bien les diverses espèces de rapaces rupestres, en particulier les vautours dont les populations sont en augmentation, que les passereaux des milieux ouverts (bruant ortolan, alouette lulu) et des espèces forestières comme le pic noir[16].

#### Zones naturelles d'intérêt écologique, faunistique et floristique
L’inventaire des zones naturelles d'intérêt écologique, faunistique et floristique (ZNIEFF) a pour objectif de réaliser une couverture des zones les plus intéressantes sur le plan écologique, essentiellement dans la perspective d’améliorer la connaissance du patrimoine naturel national et de fournir aux différents décideurs un outil d’aide à la prise en compte de l’environnement dans l’aménagement du territoire.
Trois ZNIEFF de type 1 sont recensées sur la commune :
- les « gorges de Saint-Georges » (44 ha), couvrant 2 communes du département[18] ;
- la « ripisylve des gorges de l'Aude » (88 ha), couvrant 9 communes du département[19] ;
- la « soulane des gorges de l'Aude au Clat » (503 ha), couvrant 3 communes du département[20] ;

et deux ZNIEFF de type 2, : 
- les « gorges de l'Aude et de l'Aiguette » (5 612 ha), couvrant 10 communes du département[21] ;
- le « petit plateau de Sault » (5 054 ha), couvrant 11 communes du département[22].

Carte des ZNIEFF de type 1 et 2 à Artigues.
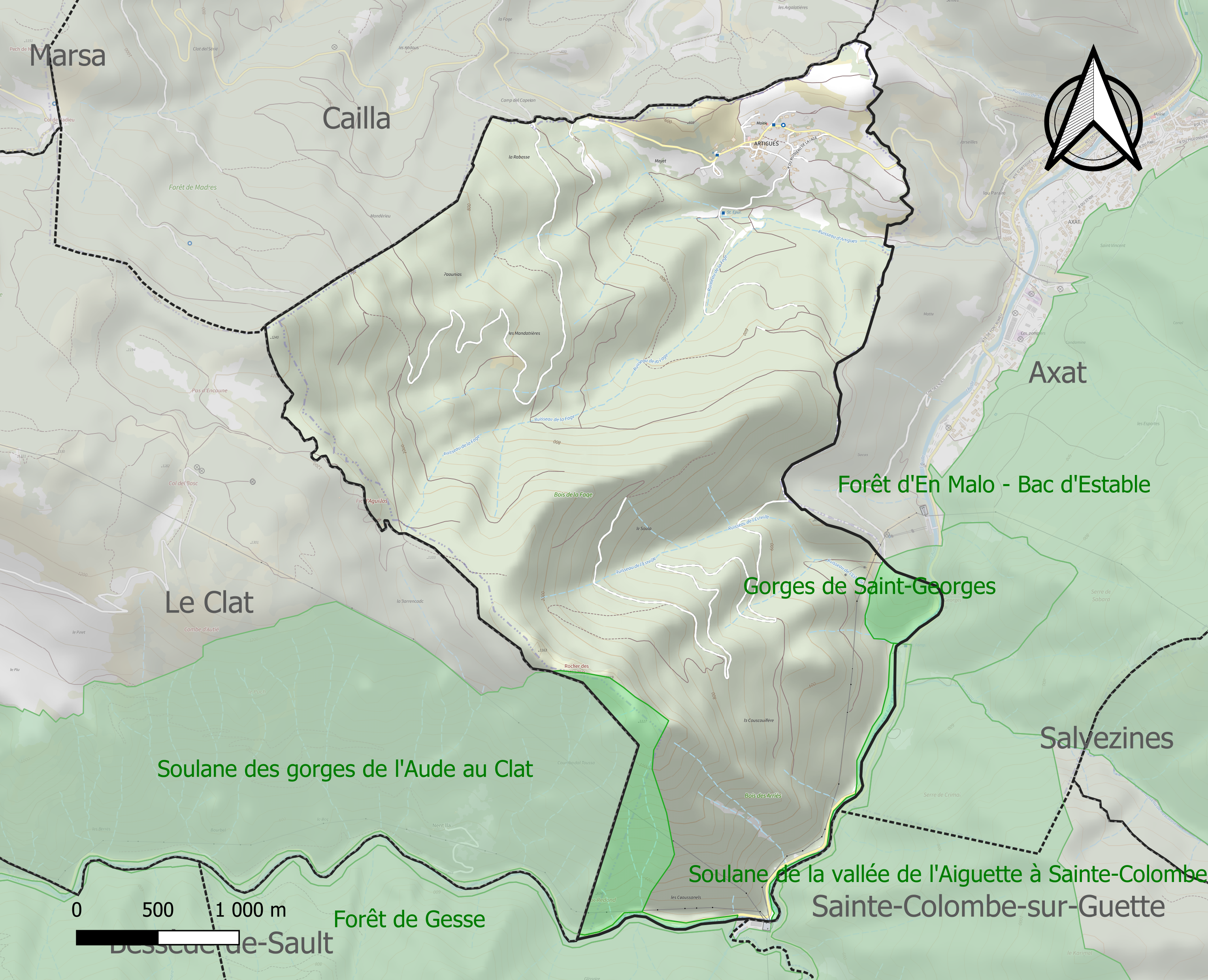
Carte des ZNIEFF de type 1 sur la commune.
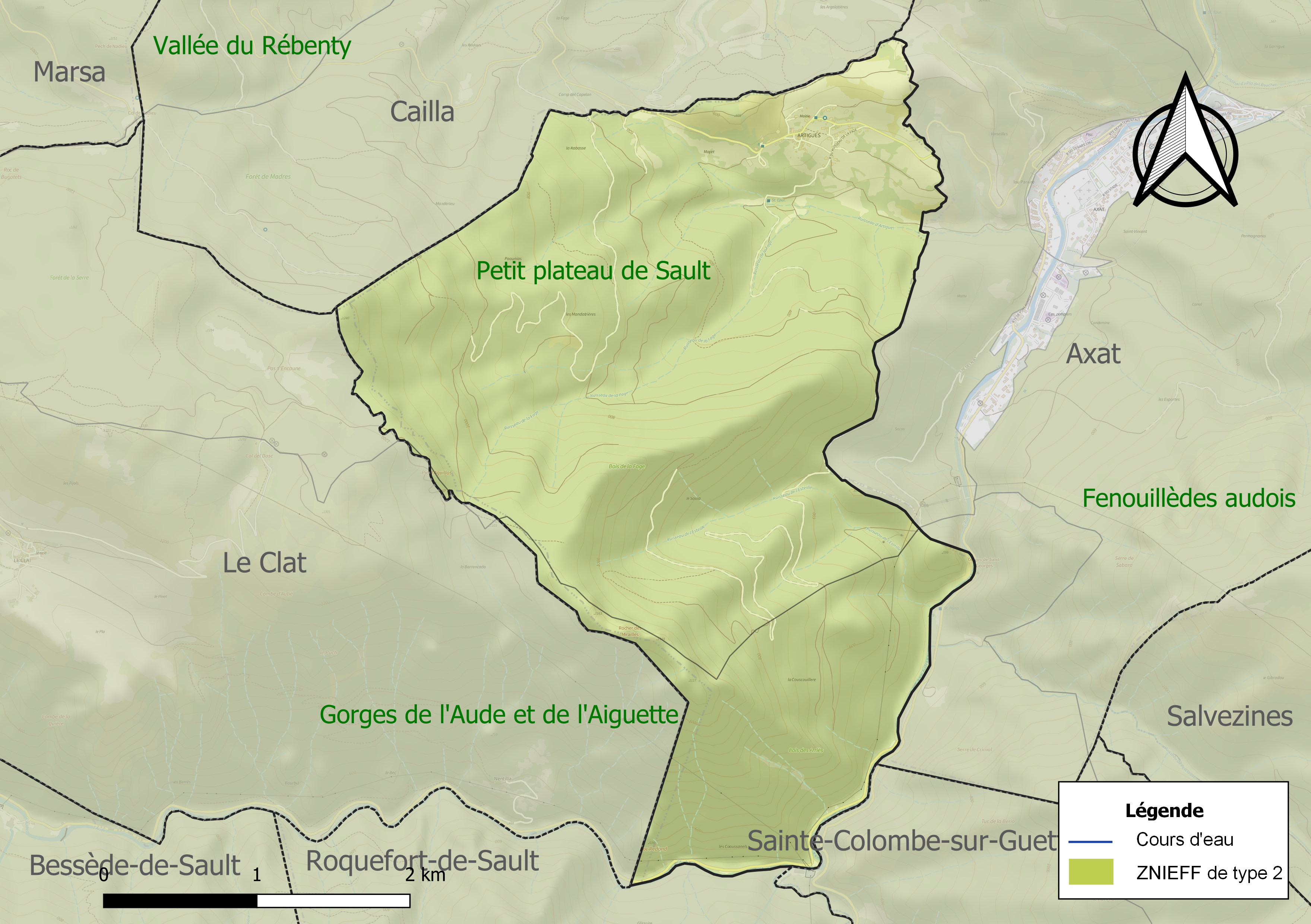
Carte des ZNIEFF de type 2 sur la commune.

## Urbanisme

### Typologie
Au 1er janvier 2024, Artigues est catégorisée commune rurale à habitat dispersé, selon la nouvelle grille communale de densité à 7 niveaux définie par l'Insee en 2022.
Elle est située hors unité urbaine et hors attraction des villes,.

### Occupation des sols
L'occupation des sols de la commune, telle qu'elle ressort de la base de données européenne d’occupation biophysique des sols Corine Land Cover (CLC), est marquée par l'importance des forêts et milieux semi-naturels (90,2 % en 2018), une proportion identique à celle de 1990 (90,2 %). La répartition détaillée en 2018 est la suivante : 
forêts (90 %), zones agricoles hétérogènes (9,8 %), milieux à végétation arbustive et/ou herbacée (0,2 %). L'évolution de l’occupation des sols de la commune et de ses infrastructures peut être observée sur les différentes représentations cartographiques du territoire : la carte de Cassini (XVIIIe siècle), la carte d'état-major (1820-1866) et les cartes ou photos aériennes de l'IGN pour la période actuelle (1950 à aujourd'hui).

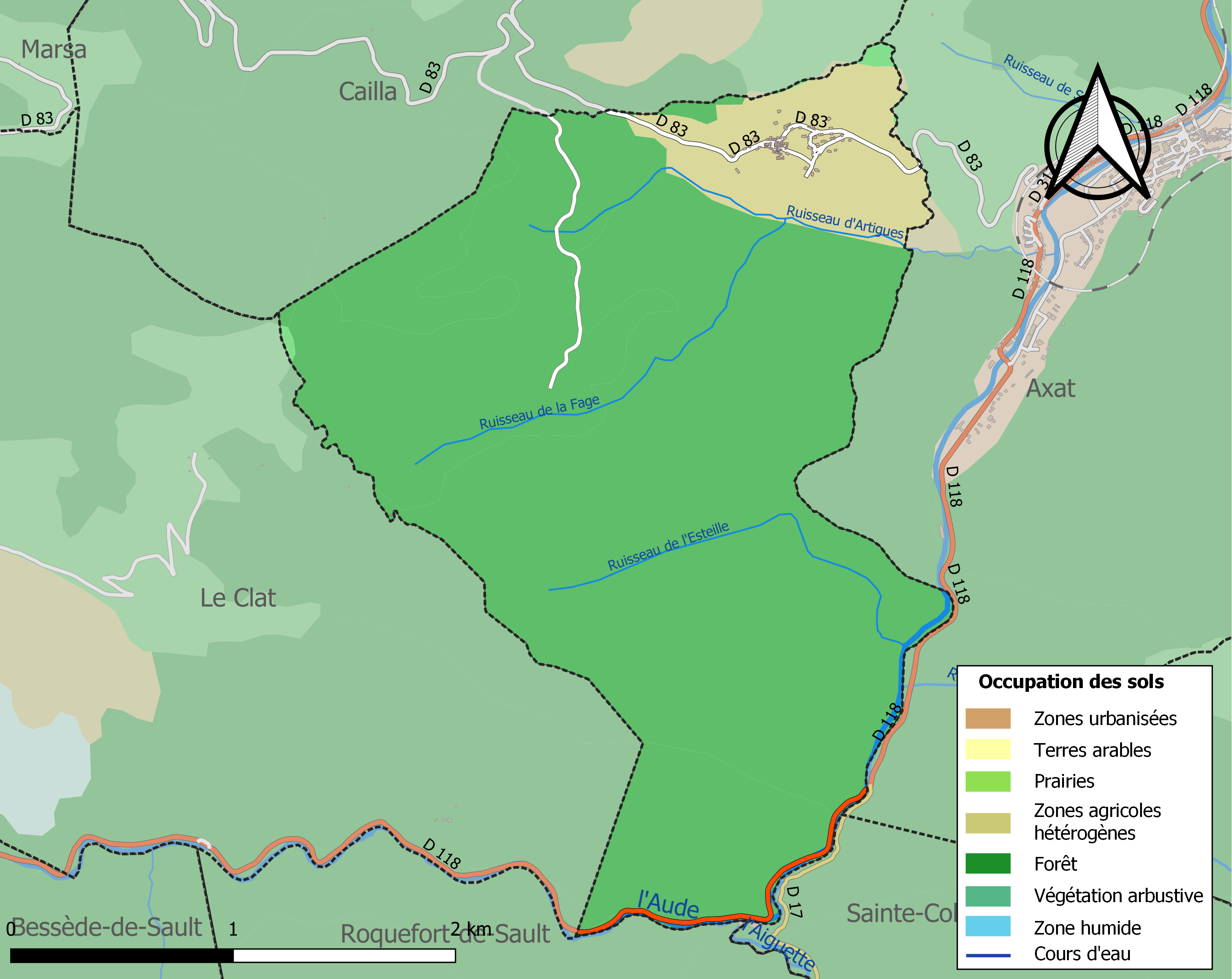
Carte des infrastructures et de l'occupation des sols de la commune en 2018 (CLC).

### Risques majeurs
Le territoire de la commune d'Artigues est vulnérable à différents aléas naturels : météorologiques (tempête, orage, neige, grand froid, canicule ou sécheresse), mouvements de terrains et séisme (sismicité modérée). Il est également exposé à un risque technologique, la rupture d'un barrage. Un site publié par le BRGM permet d'évaluer simplement et rapidement les risques d'un bien localisé soit par son adresse soit par le numéro de sa parcelle.

#### Risques naturels

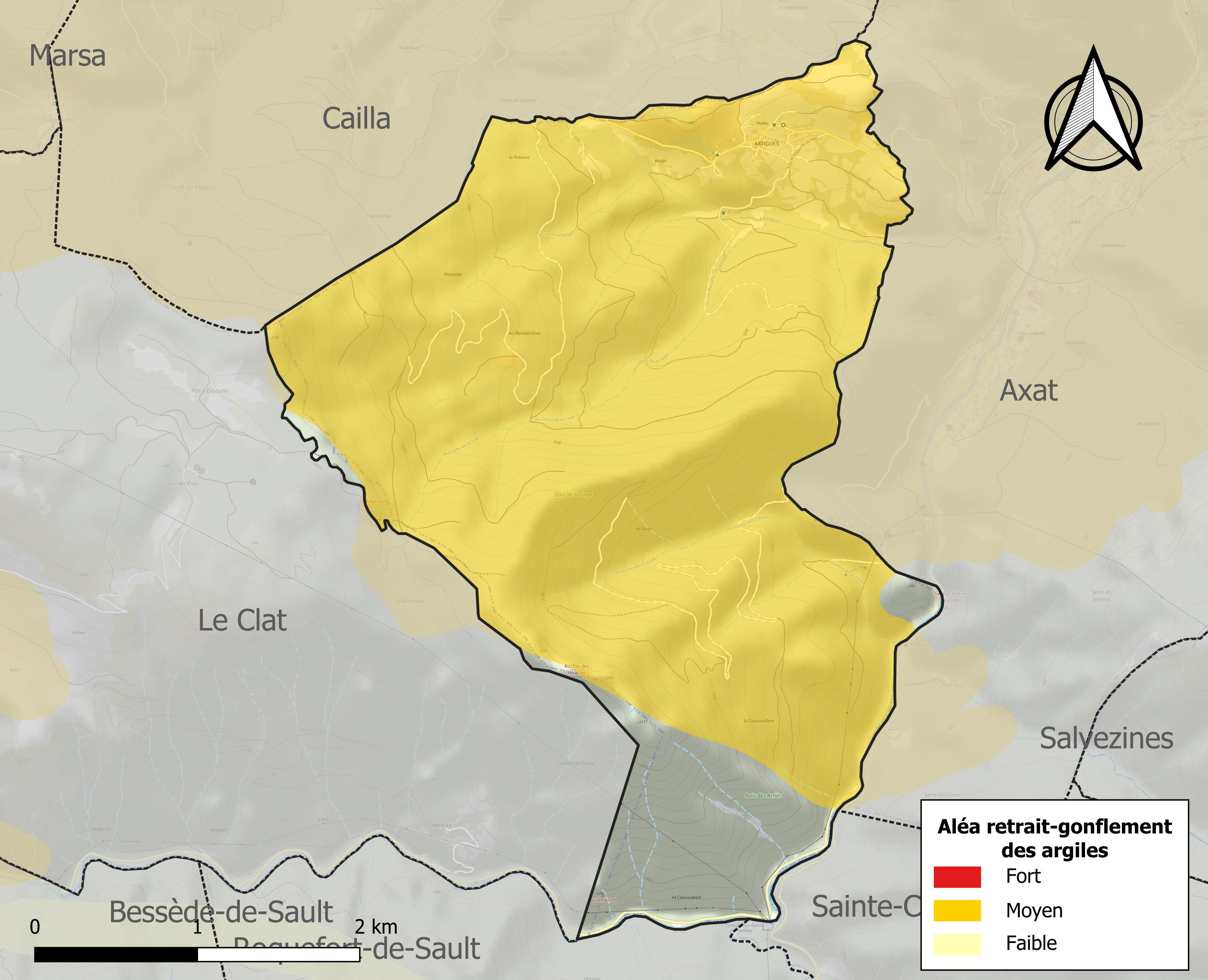
Carte des zones d'aléa retrait-gonflement des sols argileux d'Artigues.

La commune est vulnérable au risque de mouvements de terrains constitué principalement du retrait-gonflement des sols argileux. Cet aléa est susceptible d'engendrer des dommages importants aux bâtiments en cas d’alternance de périodes de sécheresse et de pluie. 89,8 % de la superficie communale est en aléa moyen ou fort (75,2 % au niveau départemental et 48,5 % au niveau national). Sur les 73 bâtiments dénombrés sur la commune en 2019, 73 sont en aléa moyen ou fort, soit 100 %, à comparer aux 94 % au niveau départemental et 54 % au niveau national. Une cartographie de l'exposition du territoire national au retrait gonflement des sols argileux est disponible sur le site du BRGM,.

#### Risques technologiques
La commune est en outre située en aval des barrages de Matemale et de Puyvalador, deux ouvrages de classe A, situés dans le département des Pyrénées-Orientales. À ce titre elle est susceptible d’être touchée par l’onde de submersion consécutive à la rupture d'un de ces ouvrages.

## Toponymie
C'est un toponyme qui peut avoir deux sens : soit un bois de chênes verts (arte + suffixe -aga), soit une terre défrichée (équivalent de l'occitan artiga).
En occitan, le verbe artigar signifie « défricher ».

## Histoire
La première mention d'Artigues date de 958 dans l'inventaire des actes de l'Archevêché de Narbonne. Un certain Radulfe et sa femme Chimbergue vendent un fief situé à Artigues au monastère de Saint-Martin-Lys.
Au Xe siècle la seigneurie d'Axat inclut Artigues et Cailla. D'après l'acte de vente de Radulfe et les suivants, la villa d'Artigues fait partie du territoire d'Axat dans le pagus puis vicomté de Fenouillèdes.
En 1165 Pierre Arnal de Laprade y possède un fief qu'il donne au monastère en se faisant moine. En 1271 l'archevêque de Narbonne récupère les terres du monastère.
A l'époque médiévale ou moderne, l'ancien quartier de la Vièla ou de la Bièle (du latin villa) est supplanté par une bastide régulière qui constitue la base du village actuel.
Au milieu du XVe siècle, la seigneurie d'Artigues est achetée par la Famille Dax, une très ancienne famille originaire de Carcassonne qui donna plusieurs consuls de la Cité au Moyen Âge et resta présente à Axat jusqu'à l'orée du XXe siècle. C'est Arnaud Dax, consul de Carcassonne qui en fait l'acquisition, il est aussi seigneur d'Axat, de Cailla, La Serpent, Leuc, Trèbes et autres places.

## Politique et administration

### Découpage territorial
La commune d'Artigues est membre de la communauté de communes des Pyrénées audoises , un établissement public de coopération intercommunale (EPCI) à fiscalité propre créé le 30 mai 2013 dont le siège est à Quillan. Ce dernier est par ailleurs membre d'autres groupements intercommunaux.
Sur le plan administratif, elle est rattachée à l'arrondissement de Limoux, au département de l'Aude, en tant que circonscription administrative de l'État, et à la région Occitanie.
Sur le plan électoral, elle dépend du canton de la Haute-Vallée de l'Aude pour l'élection des conseillers départementaux, depuis le redécoupage cantonal de 2014 entré en vigueur en 2015, et de la troisième circonscription de l'Aude  pour les élections législatives, depuis le redécoupage électoral de 1986.

### Liste des maires
| Période                                  | Période  | Identité          | Étiquette | Qualité |
| ---------------------------------------- | -------- | ----------------- | --------- | ------- |
| mars 2001                                | 2008     | Christian Domingo |           |         |
| mars 2008                                | En cours | Serge Mounié      | PS        |         |
| Les données manquantes sont à compléter. |          |                   |           |         |

## Démographie
| 1793 | 1800 | 1806 | 1821 | 1831 | 1836 | 1841 | 1846 | 1851 |
| ---- | ---- | ---- | ---- | ---- | ---- | ---- | ---- | ---- |
| 134  | 139  | 166  | 204  | 198  | 221  | 214  | 206  | 228  |

| 1856 | 1861 | 1866 | 1872 | 1876 | 1881 | 1886 | 1891 | 1896 |
| ---- | ---- | ---- | ---- | ---- | ---- | ---- | ---- | ---- |
| 219  | 209  | 212  | 184  | 176  | 173  | 179  | 181  | 165  |

| 1901 | 1906 | 1911 | 1921 | 1926 | 1931 | 1936 | 1946 | 1954 |
| ---- | ---- | ---- | ---- | ---- | ---- | ---- | ---- | ---- |
| 164  | 162  | 167  | 127  | 125  | 147  | 130  | 125  | 129  |

| 1962 | 1968 | 1975 | 1982 | 1990 | 1999 | 2005 | 2006 | 2010 |
| ---- | ---- | ---- | ---- | ---- | ---- | ---- | ---- | ---- |
| 92   | 102  | 95   | 94   | 83   | 82   | 87   | 87   | 83   |

| 2015 | 2020 | 2022 | - | - | - | - | - | - |
| ---- | ---- | ---- | - | - | - | - | - | - |
| 75   | 75   | 73   | - | - | - | - | - | - |

## Économie

### Emploi
| Division       | 2008   | 2013   | 2018   |
| -------------- | ------ | ------ | ------ |
| Commune        | 4 %    | 10,5 % | 8,1 %  |
| Département    | 10,2 % | 12,8 % | 12,6 % |
| France entière | 8,3 %  | 10 %   | 10 %   |

En 2018, la population âgée de 15 à 64 ans s'élève à 37 personnes, parmi lesquelles on compte 75,7 % d'actifs (67,6 % ayant un emploi et 8,1 % de chômeurs) et 24,3 % d'inactifs,. Depuis 2008, le taux de chômage communal (au sens du recensement) des 15-64 ans est inférieur à celui de la France et du département.
La commune est hors attraction des villes,. Elle compte 5 emplois en 2018, contre 5 en 2013 et 4 en 2008. Le nombre d'actifs ayant un emploi résidant dans la commune est de 25, soit un indicateur de concentration d'emploi de 20 % et un taux d'activité parmi les 15 ans ou plus de 39,4 %.
Sur ces 25 actifs de 15 ans ou plus ayant un emploi, 5 travaillent dans la commune, soit 20 % des habitants. Pour se rendre au travail, 88 % des habitants utilisent un véhicule personnel ou de fonction à quatre roues, 4 % les transports en commun, 4 % s'y rendent en deux-roues, à vélo ou à pied et 4 % n'ont pas besoin de transport (travail au domicile).

### Activités hors agriculture
Deux établissements seulement relevant d’une activité hors champ de l’agriculture sont implantés  à Artigues au 31 décembre 2019.

### Agriculture
|                                   | 1988 | 2000 | 2010 |
| --------------------------------- | ---- | ---- | ---- |
| Exploitations                     | 12   | 1    | 2    |
| Superficie agricole utilisée (ha) | 104  | 0    | 2    |

La commune fait partie de la petite région agricole dénommée « Pays de Sault ». En 2010, l'orientation technico-économique de l'agriculture  sur la commune est la polyculture et le polyélevage. Deux exploitations agricoles ayant leur siège dans la commune sont dénombrées lors du recensement agricole de 2010 (douze en 1988). La superficie agricole utilisée est de 2 ha.

## Culture locale et patrimoine

### Lieux et monuments
- Église Saint-Nicolas d'Artigues (1830) ;
- gorges de Saint-Georges, avec des falaises de plus de 300 m ;
- col du Garabeil.

### Loisirs
- plage (Leucate) 65 km ;
- piscine (Axat) 2 km ;
- sports d'eau vive (Axat) 2 km ;
- station de ski (Mijanès-Donezan) 40 km ;
- château de Puilaurens 8 km
- possibilité de randonnées pédestres ou à dos d'âne.

### Personnalités liées à la commune
- La famille Dax, originaire de Carcassonne, fut liée à Artigues depuis le milieu du XVe siècle, lorsque ses représentants devinrent seigneur d'Artigues.

### Héraldique
| Blason de Artigues | Blason  | Coupé d'or et d'azur.                            |
| Blason de Artigues | Détails | Le statut officiel du blason reste à déterminer. |